# Даниел Дянков
Даниел Денев Дянков е български художник.

## Биография
Роден на 29 май 1965 г. в Русе.
Завършва Художествена гимназия „Илия Петров“ в София през 1984 г.
През 1994 получава Наградата на Съюза на българските художници за млад художник „Дечко Узунов“. През 1998 г. няколкомесечен престой в Дом на изкуствата „Босвил“, Швейцария, със стипендия на Фондация „Про Хелвеция“.

## Самостоятелни изложби (избрани)
- 1991 – Худ. галерия „Вл. Димитров – Майстора“, Кюстендил
- 1995 – Галерия „АТА-РАЙ“, София
- 1996 – Галерия „Шипка 6“, София
- 1997 – Галерия „Досев“, София
- 2000, 2005 – Галерия „Артек 1“, Манхайм, Германия
- 2001 – Галерия „8“, Варна; Галерия „Голдшмидт“, Люцерн, Швейцария
- 2006 – Галерия „Бул Арт“, Варна
- 2011 – Галерия „Резонанс“, Пловдив (съвместно с Николай Бузов, Румен Жеков и Иван Тотев)